# مایرانوش پارونیکیان
مایرانوش قوندی پارونیکیان (ارمنی: Մայրանուշ Ղևոնդի Պարոնիկյան؛ ؛ ۹ ژوئن ۱۹۱۰ – ۱۸ ژانویهٔ ۱۹۹۰) یک بازیگر اهل ارمنستان بود. وی بین سال‌های تا میلادی فعالیت می‌کرد. 

## زندگی‌نامه
وی در ۹ ژوئن ۱۹۱۰ در وان به دنیا آمد و از فرهنگستان دولتی تئاتر سوندوکیان فارغ‌التحصیل شد. وی همچنین برندهٔ جوایزی همچون هنرمند شایسته ارمنستان شوروی شده است. وی در ۱۸ ژانویهٔ ۱۹۹۰ در سن ۷۹ سالگی در ایروان درگذشت و در پانتئون کومیتاس به خاک سپرده شد.

## گزیده فیلمشناسی
از فیلم‌ها یا برنامه‌های تلویزیونی که وی در آن نقش داشته است می‌توان به پرتگاه (۱۹۷۳) اشاره کرد.

## جوایز
- هنرمند شایسته ارمنستان شوروی